# Ганс фон Теттау
Ганс Карл Бернгард Отто фон Теттау (нім. Hans Karl Bernhard Otto von Tettau; 30 листопада 1888, Бауцен — 30 січня 1956, Менхенгладбах) — німецький воєначальник, генерал піхоти вермахту. Кавалер Лицарського хреста Залізного хреста з дубовим листям.

## Біографія
Учасник Першої світової війни. Після демобілізації армії залишений у рейхсвері, служив у піхотних частинах. З 1 жовтня 1935 року — командир 101-го піхотного полку 14-ї піхотної дивізії. Учасник Польської і Французької кампаній. З 14 червня 1940 року — командир 24-ї піхотної дивізії, яка діяла на Маасі. Учасник німецько-радянської війни, брав участь у боях в районі Вінниці, Умані, Києва, з грудня 1941 року — в Криму, з листопада 1942 року — під Ленінградом. 23 лютого 1943 року здав командування і вирушив на лікування в Німеччину. Після одужання 1 вересня 1943 року призначений начальником навчальних закладів і навчального штабу особливого призначення в Нідерландах. З 16 березня 1944 року — начальник оперативного і навчального штабу в Нідерландах. В січні 1945 року під командуванням Теттау в Померанії з різних частин була сформована корпусна група «теттау». Незважаючи на нестачу сил, зміг організувати запеклий опір наступаючим радянським війсбкам. В кінці березня 1945 року виснажена група Теттау була розформована.

## Звання
- Фенріх запасу (1 березня 1909)
- Лейтенант (21 січня 1910) — патент від 20 червня 1908 року.
- Оберлейтенант (16 квітня 1915)
- Гауптман (2 серпня 1917)
- Ротмістр (1 жовтня 1930)
- Майор (1 листопада 1930)
- Оберстлейтенант (1 травня 1934)
- Оберст (1 квітня 1936)
- Генерал-майор (1 березня 1940)
- Генерал-лейтенант (1 березня 1942)
- Генерал піхоти (16 березня 1945)

## Нагороди
- Залізний хрест
  - 2-го класу (18 вересня 1914)
  - 1-го класу (18 вересня 1915)
- Військовий орден Святого Генріха, лицарський хрест (30 листопада 1914)
- Орден Фрідріха (Вюртемберг), лицарський хрест 2-го класу з мечами (9 квітня 1915)
- Орден Альберта (Саксонія), лицарський хрест 1-го класу з мечами (28 серпня 1915)
- Орден Заслуг (Саксонія), лицарський хрест 2-го класу з мечами (15 жовтня 1916)
- Нагрудний знак «За поранення» в чорному
- Почесний хрест ветерана війни з мечами
- Медаль «За вислугу років у Вермахті» 4-го, 3-го, 2-го і 1-го класу (25 років)
- Медаль «У пам'ять 13 березня 1938 року»
- Медаль «У пам'ять 1 жовтня 1938»
- Застібка до Залізного хреста
  - 2-го класу (23 вересня 1939)
  - 1-го класу (5 жовтня 1939)
- Німецький хрест в золоті (5 травня 1942)
- Медаль «За зимову кампанію на Сході 1941/42» (5 серпня 1942)
- Лицарський хрест Залізного хреста з дубовим листям
  - лицарський хрест (3 вересня 1942)
  - дубове листя (№821; 5 квітня 1945)
- Кримський щит (6 вересня 1942)
- Орден Зірки Румунії, великий офіцерський хрест з мечами (1942)
- Нагрудний знак ближнього бою в бронзі (16 червня 1944)